# Lars Mathias Hille

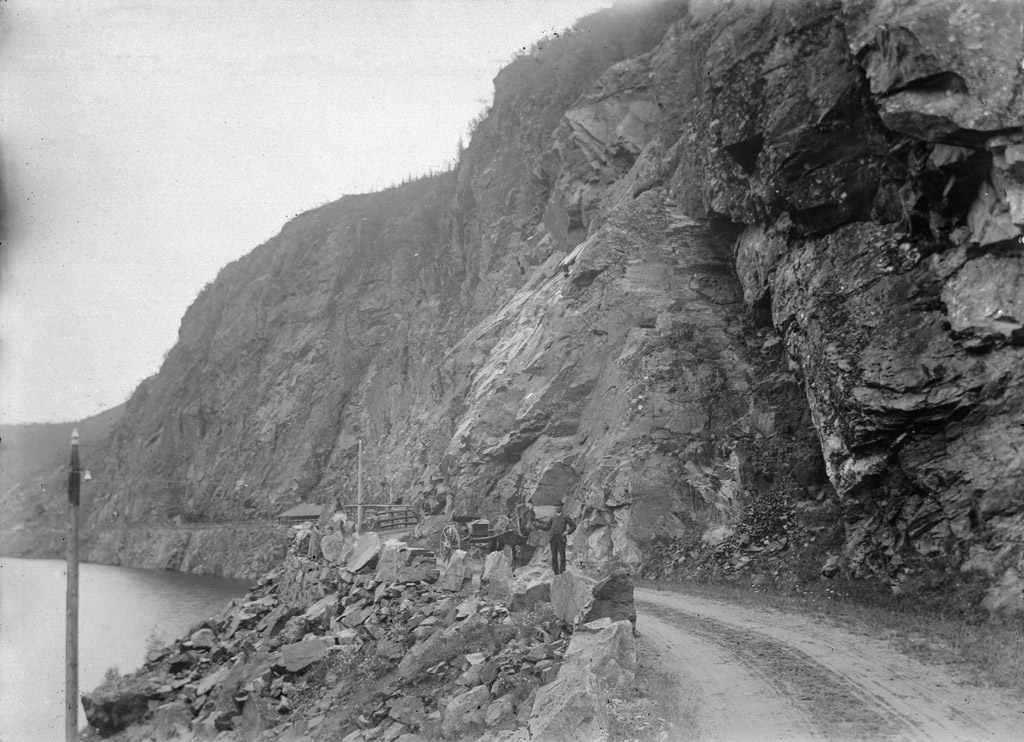
Kvamskleiva (1890).

Lars Mathias Hille, född 1828 i byn Fresvik i nuvarande Viks kommun, död 1898, var en norsk ingenjör. 
Hille blev officer 1848 och anställdes 1852 i Statens vegvesen, från 1858 vägföreståndare i Søndre och Nordre Bergenhus amt. Bland de märkligaste väganläggningar, som genomfördes under hans ledning, är de över Kvamskleiva i Valdres, genom Lærdal, längs Granvinvatnet och över Røldalsfjellene. 
År 1873 började Hille delvis att arbeta i järnvägsväsendet och blev 1875 distriktsingenjör vid Bergen-Vossbanen, som han planlade och byggde, och vars driftschef han var från dess öppnande 1883 intill sin död. Han framställde det första förslaget till järnvägssträckningen från Voss till Østlandet. Trots alla senare förslag och planer blev det till slut väsentligen den av honom föreslagna sträckningen genom Gravehalsen och över Taugevatn, som blev den segrande.